# Epopea subacuta
Epopea subacuta là một loài bọ cánh cứng trong họ Cerambycidae.